# 咸丰钱

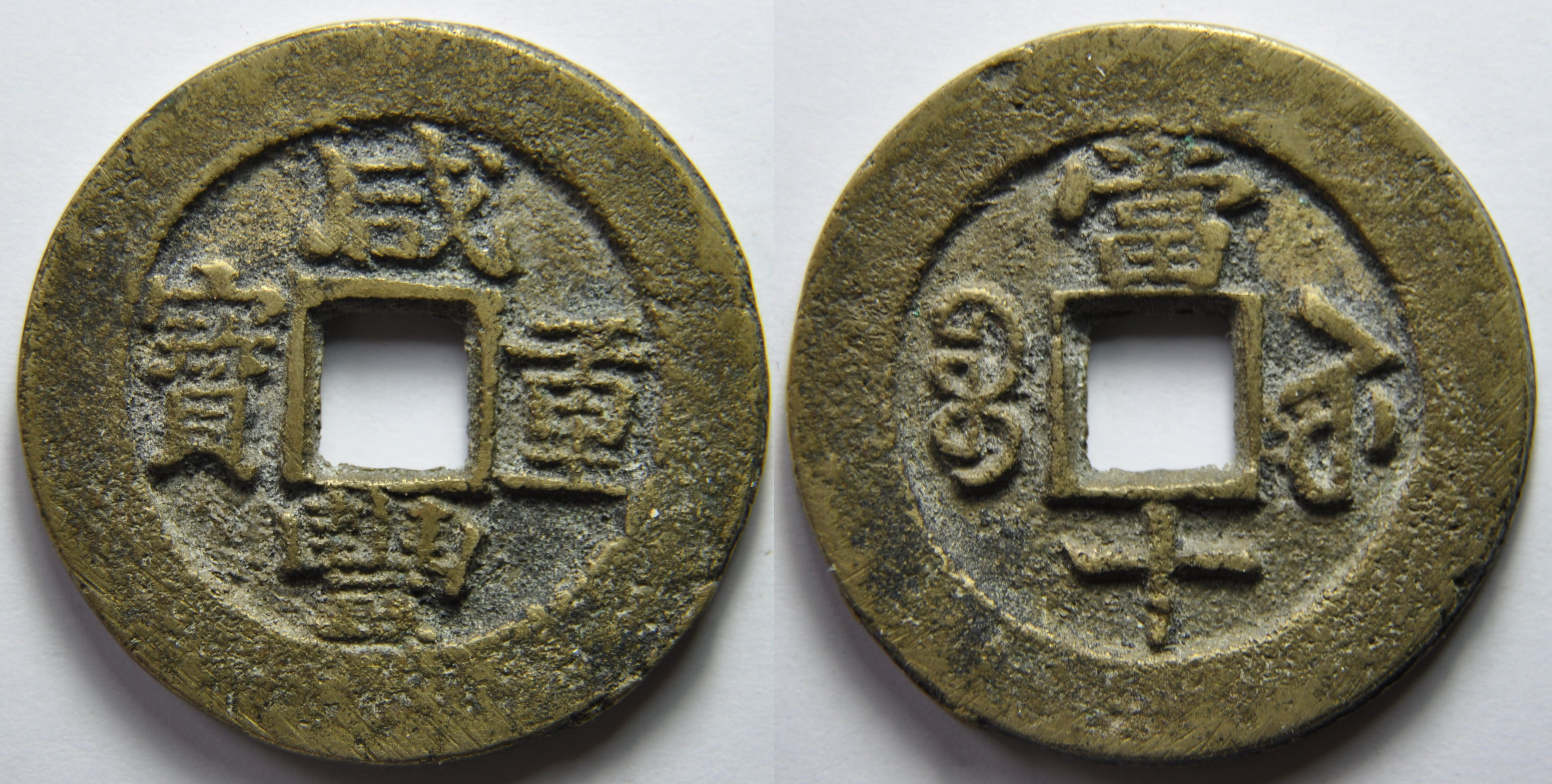
宝苏局咸丰重宝当十

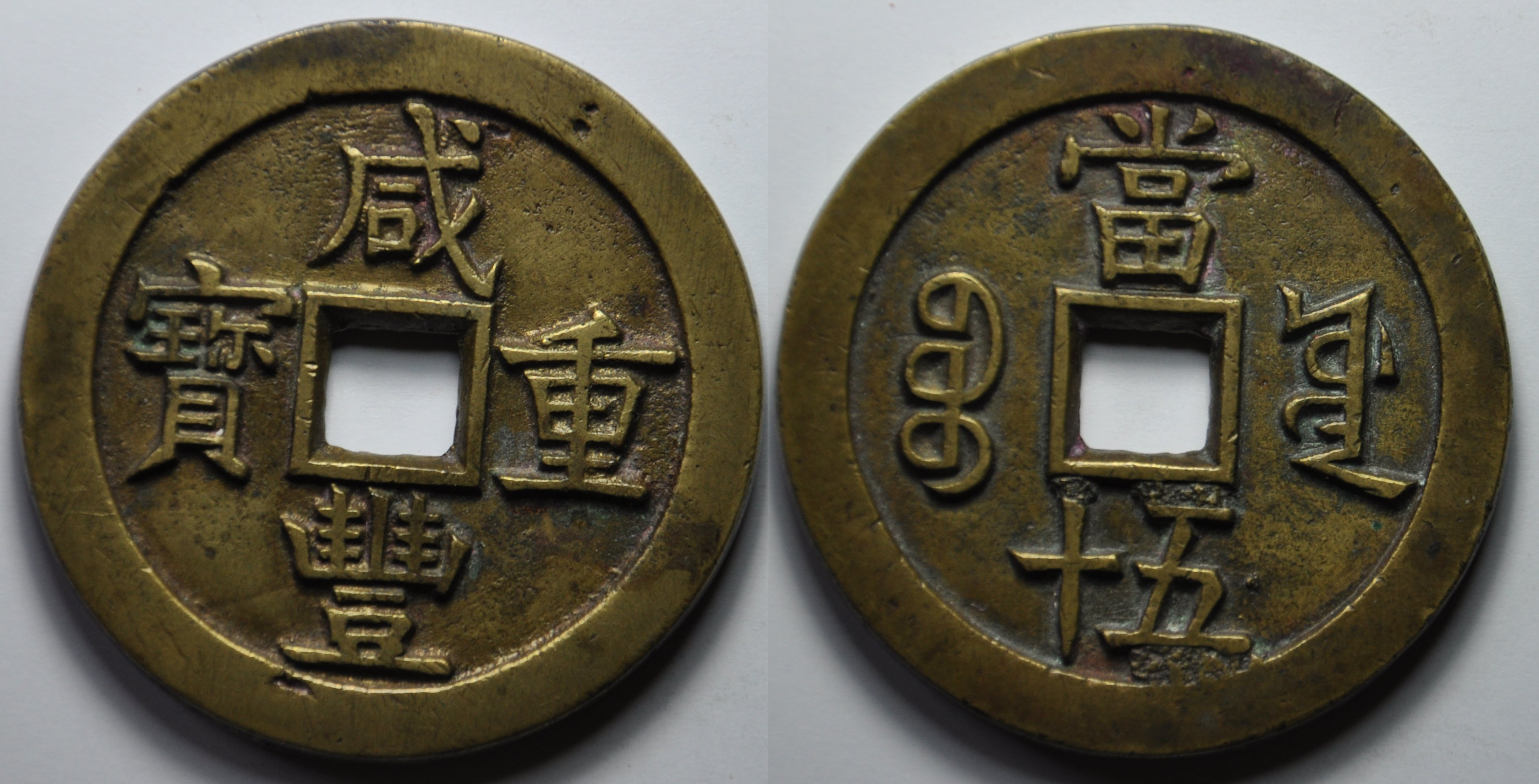
宝源局咸丰重宝当五十

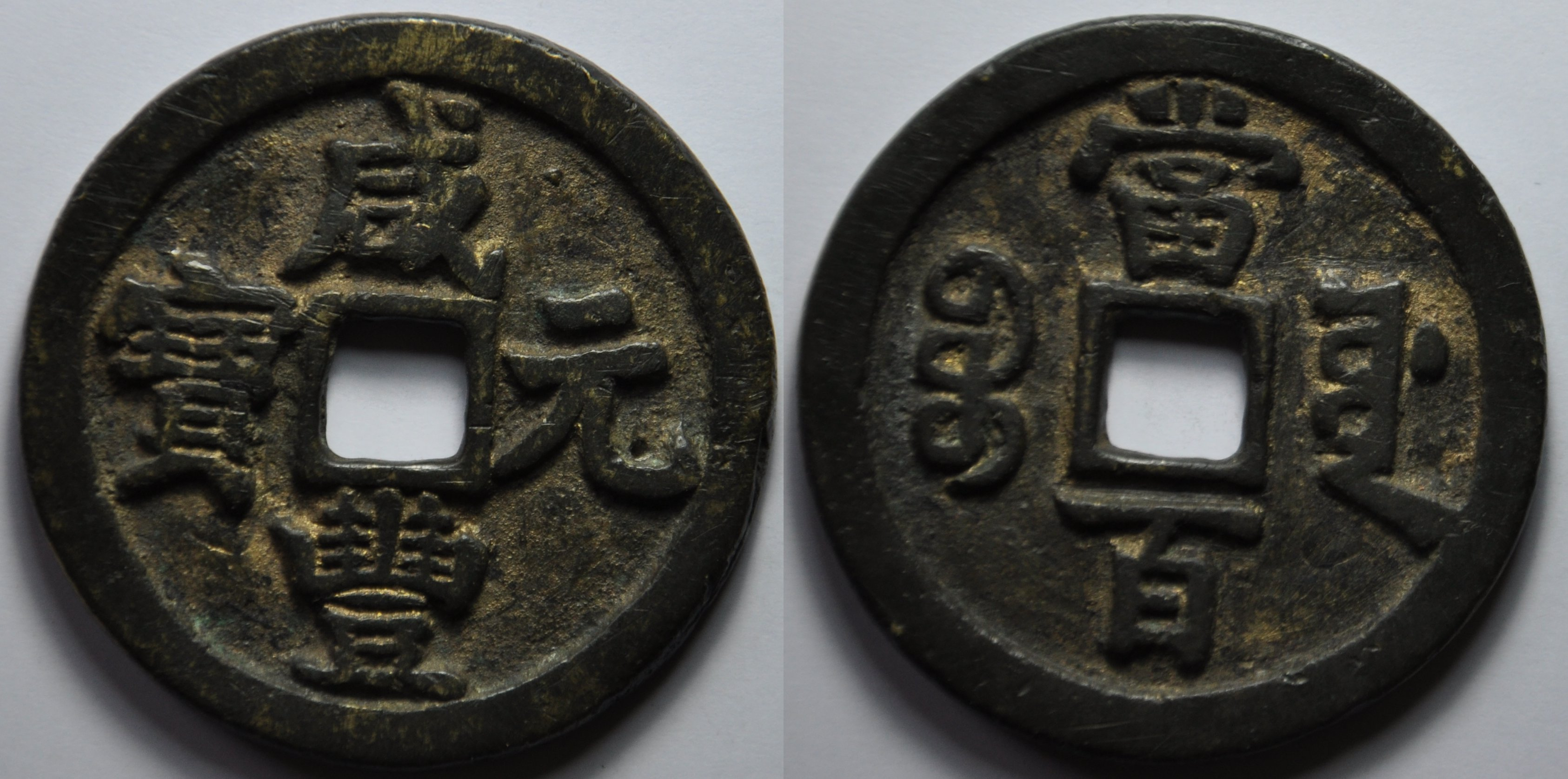
宝源局咸丰元宝当百

咸丰钱，清代咸丰年间（1851年-1861年）发行的钱币。咸丰朝是中国货币史上的一段币制混乱时期，除了以往各朝发行的当一制钱外，咸丰朝还发行了虚值大钱，以及户部官票和大清宝钞等纸币和咸丰宝藏、上海银饼和银锭等银质货币。

## 历史
清代晚期，中国白银大量外流，银钱比价飞涨。清代初年，每两白银可抵制钱一千文左右，而咸丰帝登基前银价已经涨到了一两抵二千三百文。同时，为了应对太平天国叛乱，清政府军费激增；而政府以往倚重的滇铜（云南铜料）因道路阻隔而中断，造成铸钱原料不足。为了解决货币不足的问题，清政府决定发行虚值大钱，继而发行铁钱、铅钱、宝钞和官票。咸丰朝多次改变货币政策，造成了钱法纷乱。咸丰大钱的流通并不顺畅，而且由于一再减重，同一币值的咸丰钱往往重量悬殊，甚至出现了轻重倒置的现象。当千和当五百两种大面额制钱从开始发行的咸丰三年十一月到废止的咸丰四年七月，仅通行了八个月。:前言:X3

## 制钱

### 概述
咸丰朝制钱币值主要有小平、当五、当十、当五十、当百、当五百和当千七种，其中小平钱的面文是“咸丰通宝”，当五、当十和当五十的是“咸丰重宝”，当百、当五百和当千的是“咸丰元宝”。少数钱局还铸有当二、当四、当八、当二十、当三十、当四十、当八十等币值。咸丰三年五月，始铸当十大钱，重六钱；八月增加当五十，重一两八钱；十一月增加当百、当五百和当千，当百重一两四钱，当五百重一两六钱，当千重二两；同时当五十减重为一两二钱，当十减为四钱四分，又减为三钱五分，再减为二钱六分。:前言:3咸丰朝制钱材质上有铜钱、铁钱和铅钱之分，铜钱的铜色除了常见的黄铜和红铜，还有青铜和白铜。样钱则有象牙质、木质等。咸丰朝制钱的面文有“咸丰通宝”、“咸丰重宝”和“咸丰元宝”三种，背文一般都带有记局文字，大钱有记值文字，有些背文还带有记重文字。背文的三种文字又拥有众多不同的分类：记局文字有纯满文的、满汉文的和满维文的三种；记值文字存在是否带有“当”字的区别以及数字横读与竖读的区别；记重文字的位置有是肉是缘的区别。种类上有祖钱、母钱、样钱和子钱，有流通品和试铸品，有官炉和私铸，还有开炉、镇库、吉语等非正用品。钱币标记方面，有些咸丰钱上还带有星、月等标记。由于咸丰朝制钱存世量大，种类版别繁多等原因，是很多钱币收藏者和研究者的关注对象，同时也导致咸丰钱的赝品颇多，鉴别咸丰钱的版别和真伪成为钱币学界的一个重要课题。:X4

### 相关研究
最早载录咸丰钱的是咸丰八年（1858年）在上海发行的《亚洲博物会报》第一期的《大清泉汇》一文，最早系统性记述的是光绪二年（1876年）刊行的鲍康的《大清图录》。1930年代和1940年代是中国钱币学研究的一个高潮期，大量有关咸丰钱的专著、文章发表，有黄鹏霄的《故宫清钱谱》和张䌹伯的《咸丰大钱考》两部研究咸丰钱的经典，丁福保1940年所编的《古钱大辞典》《历代古钱图说》也都收录了很多版别的咸丰钱。1985年，陈鸿禧的《咸丰钱谱》上册出版。1994年，马定祥主编的《咸丰泉汇》出版。在日本，《昭和钱谱》《古泉大全》《东亚钱志》《清朝钱谱》等都录有咸丰钱，远藤龟松1982年发表了咸丰钱专著《咸丰大钱泉谱》。:X5

### 铸钱局
| 钱局       | 局址           | 简介 |
| ---------- | -------------- | --- |
| 宝泉局     | 北京户部       | 宝泉局咸丰钱铸造量非常大，是现存最多的。由于该局分厂多，版式多样；钱文多由擅于书法的官员书写，钱文秀美。币值有小平、当五、当十、当四十、当五十、当百、当五百和当千8种，其中当五、当四十为试铸品。:1:X17,236咸丰元年开铸咸丰通宝小平钱，咸丰三年开铸咸丰大钱，咸丰四年开铸铁钱和铅钱，并设有铁钱局。克勤郡王庆惠曾铸造背“宝泉”的咸丰大钱，也有铜钱、铁钱和铅钱三种材质，钱背加星月标记与宝泉局铸币区分，记值有当五十、当百、当二百、当三百、当四百、当五百和当千7种:X17,3-4 |
| 宝源局     | 北京工部       | 币值有小平、当四、当五、当十、当五十、当百、当五百和当千8种，当四见于《昭和泉谱》，镇江博物馆也藏有一枚，应为试铸品。咸丰元年开铸咸丰通宝小平钱，咸丰三年开铸咸丰大钱，咸丰七年至九年铸有铁钱。已发现的宝源局咸丰钱有红铜、黄铜、铁、铅等材质。克勤郡王庆惠曾铸造背“宝源”的咸丰大钱:235-236 |
| 宝直局     | 直隶保定       | 宝直局于咸丰元年开始铸行咸丰通宝小平钱，四年始铸大钱，并始铸铁钱。七年正式开铸铁钱，并在天津、正定、大名等处设有铸造小平铁钱的分局。币值有小平、当五、当十、当五十和当百5种，其中当五十分稀有。:120 |
| 宝蓟局     | 直隶蓟州       | 币值有小平、当五、当十、当五十和当百5种，当五和小平极为罕见:173 |
| 宝德局     | 直隶热河承德   | 币值有小平、当五、当十、当五十和当百5种:177 |
| 宝河局     | 河南省开封府   | 咸丰四年（1854年）开封府省局开铸，同年在怀庆府河内县（今焦作沁阳）试铸铁钱。咸丰五年（1855年），当十大钱停铸，省局开铸铁钱。咸丰九年（1859年），省局和怀局均停铸。币值有小平、当十、当五十、当百、当五百和当千6种:177，材质则有铜、铁、铅三种材质，其中小平钱多为铁钱。:356-357 |
| 宝济局     | 山东省济南府   | 咸丰四年（1854年）开铸，分“尔”宝和“缶”宝两个系列，都很稀少。由于“尔”宝钱币多出土于山东临清，可能为原临清镇局铸造:198 |
| 宝晋局     | 山西省太原府   | 币值有当十和小平2种，材质有铜钱和铁钱:202 |
| 宝陕局     | 陕西省         | 币值有小平、当十、当五十、当百、当五百和当千6种:204 |
| 宝巩局     | 甘肃省兰州     | 币值有小平、当五、当十、当五十、当百、当五百和当千7种，钱谱上有当二钱，但未有发现:217 |
| 宝苏局     | 江苏省苏州府   | 除苏州的省局之外，还有淮阴的清江浦分局和浙江省海盐的一个专铸试样钱的分局。币值都有从小平、当五、当十、当二十、当三十、当五十和当百的7种，当五百和当千据说也曾有发现。该局所铸的当百为“缶”宝，当五十和以下为“尔”宝:231 |
| 宝安局     | 江苏省江宁府   | 宝安局是安徽省铸钱局，而江宁府地处江苏省，之所以如此与江宁是管辖安徽民政的安徽布政使的驻地有关 |
| 宝浙局     | 浙江杭州       | 该局所铸流通钱仅有当十和小平两种币值，但试铸钱中还有当二十、当三十、当四十、当五十、当百等币值:277 |
| 宝昌局     | 江西南昌       | 该局已经发现咸丰钱的币值有小平、当十和当五十:282 |
| 宝福局     | 福建省         | 宝福局咸丰钱有小平钱、当五、当十、当二十、当五十、当百等6种记值:289 |
| 宝台局     | 福建省台湾府   | 该局的流通钱仅发现了小平钱，而且非常罕见:300 |
| 宝武局     | 湖北省武昌府   | 宝武局所铸的咸丰钱中，有小平钱、当五、当十、当五十和当百等币值:301 |
| 宝南局     | 湖南省长沙府   | 该局咸丰钱仅小平钱有实物发现，钱谱还中有当十和当五十祖钱样钱的记载:312 |
| 宝广局     | 广东肇庆       | 该局流通钱仅小平钱一种:314 |
| 宝桂局     | 广西省         | 有当五十、当十和小平3种币值:315 |
| 宝川局     | 四川省成都府   | 有当百、当五十、当十和小平4种币值:316，也有罕见的当五百的币值 |
| 宝云局     | 云南省         | 有当五十、当十和小平3种币值:326 |
| 宝东局     | 云南省东川府   | 仅有当十和小平2种币值:333 |
| 宝州局     | 可能在云南     | 史书无载，根据满语背文释为宝州局，其风格和铜色与宝云局相近。仅有小平钱发现:335 |
| 宝黔局     | 贵州省贵阳府   | 流通钱有当十和小平两种:337 |
| 宝迪局     | 新疆迪化       | 已发现实物有当八十、当十和当八3个币值:340 |
| 宝伊局     | 新疆伊犁       | 已发现实物有当五百、当百、当五十、当十、当四和小平等币值:344 |
| 阿克苏局   | 新疆阿克苏城   | 流通钱有当百、当五十、当十和当五4种，样钱中还有小平钱:349 |
| 喀什噶尔局 | 新疆喀什噶尔城 | 该局铸有当百、当五十和当十3种币值:353 |
| 叶尔羌局   | 新疆叶尔羌城   | 该局铸有当百、当五十和当十3种币值:355 |
| 库车局     | 新疆库车城     | 该局铸有当百、当五十、当十和当五4种币值:357 |

## 纸币

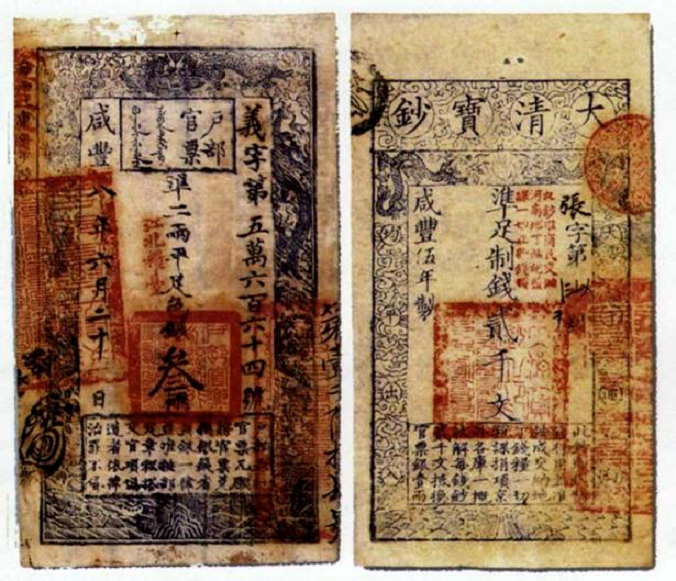
户部官票与大清宝钞

清朝虽曾于顺治年间发行过纸币，但由于元明两代钞票造成的混乱，清朝对于发行纸币非常谨慎。咸丰年间，为了解决财政问题，清政府除了铸行虚值大钱外，还在咸丰三年（1853年）开始发行了“户部官票”和“大清宝钞”等纸币。户部官票以银两比价，又称银票；大清宝钞以制钱比价，又称钱钞、钱票。尽管两种纸币发行时，官方规定分别与银两和制钱具有相同的流通效力，并可以按比例用于缴纳给政府的各种费用，但由于发行量远多于回收量，两者在发行后均贬值严重。
户部官票于顺治三年五月开始印行，七月推行各省。据《奏定推行官票章程》，有一两、三两、五两、十两、五十两共五种面额，是在高丽苔笺等纸张上以靛蓝色印刷。一到五两的规格为长八寸宽五寸，十和五十两的为长一尺宽六寸。票面四周为花栏，栏内上方印有满汉文的“户部官票”名称，票名下为“凖二兩平足色銀若干兩”的字样，右侧为“某字第若干號”的编号，左侧为“咸豐某年某月某日”，下端为“户部奏行官票，凡願將官票兑換銀錢者與銀一律，並准按部定章程搭交官項，偽造者依律治罪不貸”的字样，初期之外的官票上还在左上角栏外印有“每兩比庫平少陸分”的字样。需要填充的面额、编号和日期为黑色，或为戳记或为手书。票面还有钤印和画押，流通过程中还会在背面留下签名和画押。:1053-1055
大清宝钞于顺治三年十二月开始印行，最初有五百文、一千文、一千五百文和二千文四种面额，咸丰五年二月增加十千文和五千文，十一月增加百千文和五十千文，一共八种面额，是在双抄毛头纸上以靛蓝色印刷。钞上端印有钞名“大清寶鈔”四字，花栏框左右有“天下通行，均平出入”八字，框内中央是“凖足制錢若干文”，右为“某字第若干號”编号，左为“咸豐某年製”，下端为“此鈔即代制錢行用，並准按成交納地丁錢糧一切稅課捐項，京外各庫一概收解，每錢鈔貳千文抵換官票銀壹兩”。编号有直写数字和横写数码两种，带有两种编号的宝钞分别被称为“长号钞”和“短号钞”。:1079-1081

## 银质钱币
咸丰朝的银质钱币，除了被称为“元宝银”的银两之外，还有西藏的咸丰宝藏银币和上海的银饼等。
从清朝建立之前的16世纪中叶，西藏就通过银钱贸易用中原流入的银锭交换尼泊尔银币用以流通。清朝时，由于西藏与廓尔喀的银钱贸易问题迭出，廓尔喀更以此为由两次入侵西藏，清廷在反击廓尔喀入侵的同时指令西藏政府自铸钱币。乾隆五十七年（1792年），设立宝藏局铸造发行宝藏银币。道光十七年，宝藏局停铸宝藏币。咸丰元年（1851年），宝藏局曾向中央上报一钱和五分咸丰宝藏银币样币，为嘉庆八年银币样式。咸丰三年（1853年），清廷为宝藏局铸造“咸丰宝藏·三年”部颁样币，正面中央为方框，框外铸有汉文“咸丰宝藏”，字间饰有花瓣，边廓上下铸有“三年”两字，背面样式与正面相似但文字为藏文。:111-113黄鹏霄《故宫清钱谱》载有元年的两个样币，并称三年的为伪品。:1025
上海开埠后，一般贸易广泛使用铸造于墨西哥的西班牙银圆，也就是俗称的“本洋”。墨西哥独立后改铸俗称“鹰洋”的墨西哥银圆，造成上海“本洋”短缺。咸丰六年（1856年），上海道一面同意以鹰洋取代本洋，一面指定王永盛、经正记和育森盛三家商号铸造银饼，称“上海银饼”或“上海银两币”。:1027